# Louis Legrand de Lecelles
Louis Legrand de Lecelles, né le 29 octobre 1826 à Lecelles (Nord) et décédé le 26 octobre 1887 dans la même ville est un avocat et homme politique français.

## Biographie
Il fit de bonnes études, se fit recevoir avocat et débuta au barreau de Douai. Membre du conseil de l'ordre pendant dix-huit ans, et trois fois bâtonnier, il représenta, depuis 1868, le canton de Saint-Amand (rive gauche) au conseil général du Nord, dont il fut, à diverses reprises, vice-président. Legrand de Lecelles, qui possédait dans le département d'importantes propriétés, fut porte, le 4 octobre 1885, sur la liste monarchiste du Nord, et élu député, le 3e sur 20, par 162 730 voix (292 696 votants, 348 224 inscrits). Il siégea à droite, prit une part assez active à plusieurs discussions, notamment à celle de l'enseignement primaire, et vota constamment avec le parti conservateur, jusqu'au moment où il mourut des suites d'une attaque d'apoplexie. Il était vice-président du conseil d'administration de la compagnie des mines de Douchy.

## Sources
- « Louis Legrand de Lecelles », dans Adolphe Robert et Gaston Cougny, Dictionnaire des parlementaires français, Edgar Bourloton, 1889-1891 [détail de l’édition]